# 凱爾·吉爾莫
凱爾·吉爾莫（英語：Kyle Gilmour；1988年1月26日—）是一位加拿大橄欖球運動員。他是加拿大國家橄欖球隊的一員。